# Le migliori
Le migliori (укр. «Кращі») — другий спільний студійний альбом італійських співаків Адріано Челентано і Міни Мадзіні, випущений 11 листопада 2016 року. Альбом вийшов під лейблами «Sony Music», «Clan Celentano» і «PDU».

## Про альбом

### Історія та особливості
В березні 2015 року з'явилися чутки про нове співробітництво між Міною і Челентано. Джерелом чуток стало повідомлення Челентано 2015 року у своєму блозі, у якому він вітав Міну зі 75-річчям. За повідомленням газети «Корр'єре делла Сера», записи альбому почалися на початку літа 2015 року. Челентано працював над диском у своїй резиденції в Гальб'яте, Міна в Лугано. Продюсерами альбому стали — Клаудія Морі (дружина Челентано) і Массіміліано Пані (син Міни).
Альбом став другою спільною студійною роботою Адріано Челентано і Міни Мадзіні. Перший їхній студійний альбом «Mina Celentano» вийшов у 1998 році, мав великий успіх — посідав 1 позицію у чарті, в Італії продано 1.6 мільйона копій.
Мелодії альбому представлені жанром поп-музики. Диск посів першу позицію в італійському чарті. Альбом вийшов в Італії у кількості 300.000 копій і став шість разів платиновим. Челентано співав сольно у пісні «Il bambino col fucile», а Міна у пісні «Quando la smetterò». У всіх інших композиціях альбому обидва виконавці співали разом. Вперше за багато років одним з авторів став композитор Тото Кутуньйо, востаннє він писав пісні для Челентано у 1980 році. До альбому увійшов ремейк знаменитої пісні Челентано 1972 року «Prisencolinensinainciusol», нове аранжування до неї створив італійський диск-жокей Бенні Бенассі.
21 жовтня 2016 року вийшов перший сингл альбому — «Amami Amami» («Люби мене, люби мене») і відбулася прем'єра кліпу до нього. Пісня є кавер-версією композиції ізраїльського виконавця Ідана Райхеля — «Ma'agalim».
12 грудня на телеканалі Rai 1 вийшла передача «Dedicato a MinaCelentano» присвячена альбому, її гостями стали Паоло Конте, Fedez, Роберто Болле, Карло Вердоне, Джеппі Куччіарі і Міка. Передача зібрала понад 5 мільйонів глядачів, до трьох пісень альбому: «E' l'amore», «Se mi ami davvero» і «Prisencolinensinainciusol» показані уривки відеокліпів.
6 січня 2017 року вийшов другий сингл альбому — «A un passo da te». 24 березня на радіо вийшов третій сингл «Ma che ci faccio qui». 23 червня вийшов четвертий сингл «Se mi ami davvero». Сингли «A un passo da te» і «Amami Amami» вийшли у кількості 25.000 копій, отримавши «золотий» статус.

### Назва альбому
Ідея назви альбому «Кращі» бере початок з повідомлення у блозі Адріано Челентано 2015 року, де він вітав Міну зі 75-річчям. Повідомлення Челентано підписав словом «кращі», яке мало на увазі його і Міну.

### Обкладинка
Автор обкладинки альбому Мауро Баллетті створив картинку де були зображені по дві фігури Челентано і Міни, які зображували показ мод на тлі вулиці. Всі чотири фігури були в жіночому вбранні.

### Відеокліпи
До шести пісень альбому знято відеокліпи.
- «Amami Amami» — кліп знятий Гаетано Морбіолі у Веніс-Біч, Лос-Анджелес. У ньому показане життя молоді в курортному містечку, де на асфальті, стінах, одязі героїв з'являвся напис "Amami Amami" та інші рядки з пісні і фотографії виконавців.[5]
- «E' l'amore» — кліп знятий у Туреччині режисером Ферзаном Озпетеком.
- «Se mi ami davvero» — кліп знятий Карло Вердоне. У головних ролях Вердоне і Джеппі Куччіарі.
- «Prisencolinensinainciusol» — кліп знятий в Мілані Гаетано Морбіолі. У головних ролях Роберто Болле і Адріано Челентано.
- «A un passo da te» — кліп знятий режисером Гаетано Морбіолі.
- «Ma che ci faccio qui» — кліп знятий режисером Гаетано Морбіолі.

## Трек-лист
| #     | Назва                                            | Автор                                              | Тривалість |
| ----- | ------------------------------------------------ | -------------------------------------------------- | ---------- |
| 1.    | «Amami amami»                                    | Ріккардо Сінігалья, Ідан Райхель                   | 3:18       |
| 2.    | «E’ l’amore»                                     | Андреа Мінгарді, Мауріціо Тіреллі                  | 3:39       |
| 3.    | «Se mi ami davvero»                              | Мондо Марчо                                        | 3:42       |
| 4.    | «Ti lascio amore»                                | Тото Кутуньйо, Маріо Кулотта, Фабріціо Берлінчіоні | 5:13       |
| 5.    | «A un passo da te»                               | Фабіо Ілакуа                                       | 4:31       |
| 6.    | «Non mi ami»                                     | Федеріко Спаньйолі                                 | 3:59       |
| 7.    | «Ma che ci faccio qui»                           | П'єтро Палетті                                     | 4:01       |
| 8.    | «Sono le tre»                                    | Лука Рустічі, Філіппе Леон                         | 3:47       |
| 9.    | «Il bambino col fucile» (сольна пісня Челентано) | Франческо Габбані                                  | 2:44       |
| 10.   | «Quando la smetterò» (сольна пісня Міни)         | Альдо Донаті, Лоріана Лана                         | 3:57       |
| 11.   | «Come un diamante nascosto sulla neve»           | Марко Бруні                                        | 3:46       |
| 12.   | «Prisencolinensinainciusol»                      | Адріано Челентано                                  | 4:08       |
| 46:45 |                                                  |                                                    |            |

| CD 2 (Делюкс-видання) «За лаштунками» | CD 2 (Делюкс-видання) «За лаштунками» | CD 2 (Делюкс-видання) «За лаштунками» |
| #                                     | Назва                                 | Тривалість                            |
| ------------------------------------- | ------------------------------------- | ------------------------------------- |
| 1.                                    | «Il sole è stupendo»                  | 0:29                                  |
| 2.                                    | «I grandiosi»                         | 0:23                                  |
| 3.                                    | «Non si vedrà nessuno»                | 0:47                                  |
| 4.                                    | «Di spalle»                           | 0:30                                  |
| 5.                                    | «Cosa devo fare oggi?»                | 0:24                                  |
| 6.                                    | «Vuoi un caffè?»                      | 0:27                                  |
| 7.                                    | «Per me era lui»                      | 0:44                                  |
| 8.                                    | «Trasmissione pirata»                 | 0:20                                  |
| 9.                                    | «Non ho freddo»                       | 0:18                                  |
| 10.                                   | «Giochiamo a carte»                   | 0:48                                  |
| 11.                                   | «I'm all shook up»                    | 0:49                                  |
| 12.                                   | «L'Inter»                             | 0:20                                  |
| 13.                                   | «C'è qualche cosa che non va»         | 0:53                                  |
| 14.                                   | «I will drink the wine»               | 1:22                                  |
| 8:34                                  |                                       |                                       |

## Комплектація
Альбом вийшов у трьох версіях: стандартне видання на CD, делюкс-видання (буде складатися з 2 CD-дисків) і на LP. До делюкс-видання (подарункове) на додаток до альбому, увійшов ще один CD-диск, що містить діалог Міни і Челентано який відбувався на кава-брейку під час запису диску, а також ексклюзивні листівки і плакати. LP-видання вийшло у двох різних версіях з різним оформленням.
1 грудня 2017 року вийшов збірник «Tutte le migliori», до якого увійшов альбом «Le migliori».

## Музиканти

### Артисти
- Міна і Адріано Челентано — вокал

### Аранжування
- Бенні Бенассі і Алле Бенассі — трек 12
- Уго Бонджіанні і Массіміліано Пані — треки 1, 2, 8, 10
- Франческо Габбані — трек 9
- Челсо Валлі — треки 4, 5, 7, 9, 11

### Інші музиканти
- Лука Менегелло (8), Массімо Моріконі (10), Лоренцо Полі (2, 6), Маттіа Тедеско (9) — бас
- Альфредо Голіно (2, 6, 10), Паоло Валлі (7, 9, 11) — ударні
- Джордано Мацці (4, 5), Челсо Валлі (4, 5), Паоло Валлі (7, 9) — програмування електроударних і перкусія
- Уго Бонджіанні (1, 2, 6, 8, 10), Мондо Марчіо (3) — електронна клавіатура
- Альдо Бетто (7), Джорджо Кочілово (1), Франческо Габбані (9), Лука Менегелло (2, 6, 8), Джорджо Секко (10), Маттіа Тедеско (4, 5, 7, 9), Массімо Варіні (11) — гітара (акустична, електрична)
- Уго Бонджіанні (2), Челсо Валлі (4, 5) — акустичне піаніно
- Даніло Ріа (10) — піаніно і гітара (Фендер)
- Челсо Валлі (4, 5, 7, 11) — електронна клавіатура і синтезатор
- Габріеле Болоньєзі (7) — саксофон (баритон і тенор)
- Сандро Коміні (7) — тромбон
- Давіде Гідоні (7) — тромбон
- Томмі Руджеро (7) — перкусія
- Джордано Мацці (7) — свисток
- Макс Тальята (4) — акордеон
- Валентіно Корвіно — скрипка (5, 11) / альт (9, 11)
- Фабіо Ілакуа (5) — бек-вокал
- Массіміліано Пані (1, 3, 6, 8, 10) — хор

## Чарти
| Чарт (2016)         | Країна    | Позиція |
| (FIMI)              | Італія    | 1       |
| Schweizer Hitparade | Швейцарія | 23      |
| ------------------- | --------- | ------- |

## Сертифікація
| Країна | Сертифікація | Продажі |
| Італія | 6×платина    | 300 000 |
| ------ | ------------ | ------- |

## Ліцензійні видання
| Назва                                   | Лейбл                           | Номер                 | Країна | Рік  |
| --------------------------------------- | ------------------------------- | --------------------- | ------ | ---- |
| Le Migliori (CD, діджипак)              | Sony Music, Clan Celentano, PDU | 88985391372, CLN 2116 | Італія | 2016 |
| Le Migliori (2xCD, спецвидання у боксі) | PDU, Clan Celentano, Sony Music | 88985391362, CLN 2117 | Італія | 2016 |
| Le Migliori (CD, Unofficial, jew)       | PDU, Clan Celentano, Sony Music | 88985391362, CLN 2117 | Росія  | 2016 |
| Le Migliori (LP)                        | Sony Music, Clan Celentano, PDU | 88985391351, CLN 2118 | Італія | 2016 |
| Le Migliori (LP, Ltd, Num, Pic, Pic)    | Sony Music, Clan Celentano, PDU | 88985391372, CLN 2116 | Італія | 2016 |
| Le Migliori (LP, Ltd, Num, Pic, Pic)    | Sony Music, Clan Celentano, PDU | 88985391341, CLN 2119 | Італія | 2016 |
| Le Migliori (LP, Ltd, Num, Pic, Pic)    | Sony Music, Clan Celentano, PDU | 88985391331, CLN 2119 | Італія | 2016 |